# Plagiogonus ohkurai
Plagiogonus ohkurai är en skalbaggsart som beskrevs av Masumoto 1992. Plagiogonus ohkurai ingår i släktet Plagiogonus och familjen Aphodiidae. Inga underarter finns listade i Catalogue of Life.